# Бєлошапкін Клавдій Флегонтович
Бєлоша́пкін Кла́вдій Флего́нтович (26 грудня 1924, Корнілове — 25 квітня 2005, Київ) — радянський офіцер-артилерист, Герой Радянського Союзу (1943), у роки німецько-радянської війни командир взводу управління батареї 196-го гвардійського артилерійського полку 89-ї гвардійської стрілецької дивізії 37-ї армії Степового фронту.

## Біографія
Народився 26 грудня 1924 року в селі Корнілове Ужурского району Красноярського краю в родині селянина. Росіянин. Член ВКП(б)/КПРС з 1944 року. Освіта середня.
У серпні 1942 року призваний до лав Червоної Армії. У 1943 році закінчив артилерійське училище в місті Томськ і був направлений у діючу армію. Воював на Степовому фронті. Відзначився в боях за плацдарм на правому березі Дніпра в районі села Келеберда Кременчуцького району Полтавської області.
30 вересня 1943 року подолав Дніпро на рибальському човні і, зайнявши спостережний пункт в бойових порядках піхоти, вміло корегував артилерійський вогонь полку під час контратак противника. Непомітно підібравшись до противника, він по рації передав на лівий берег координати розташування шести кулеметних, чотирьох мінометних і двох артилерійських вогневих позицій. Гвардії молодший лейтенант К. Ф. Бєлошапкін був у такій близькості від противника, що фактично вогонь доводилося викликати на себе. За його даними вогневі точки ворога були знищені, а піхотні підрозділи, що потрапили скрутне становище, змогли поліпшити свої позиції і перейти в атаку.
Після закінчення війни закінчив вищу офіцерську школу, Військово-артилерійську командирську академію (1953). З 1971 року полковник К. Ф. Бєлошапкін служив в Ленінграді.

Могила Клавдія Бєлошапкіна на Київському міському кладовищі «Берківці»

З 1990-х років жив у Києві. Помер 25 квітня 2005 року. Похований у Києві на Міському кладовищі «Берківці».

## Звання та нагороди
Указом Президії Верховної Ради СРСР від 20 грудня 1943 року за зразкове виконання бойових завдань командування і проявлені при цьому мужність і героїзм гвардії молодшому лейтенантові Клавдію Флегонтовічу Бєлошапкіну присвоєно звання Героя Радянського Союзу з врученням ордена Леніна і медалі «Золота Зірка» (№ 3734).
Також нагороджений:
- орденом Леніна
- орденом Вітчизняної війни 1 ступеня
- орденом «За службу Батьківщині у Збройних Силах СРСР» 3-го ступеня
- медалями